# Zeit
Zeit – ósmy album studyjny niemieckiego zespołu muzycznego Rammstein. Został wydany 29 kwietnia 2022 roku nakładem wytwórni Universal Music Group. Promocję albumu rozpoczęto w marcu 2022 roku, wraz z premierą pierwszego promującego singla – „Zeit”, kompozycja dotarła w Niemczech na szczyt notowania najpopularniejszych singli. Kolejnym singlem został utwór „Zick Zack”. Zeit zadebiutował na pierwszym miejscu notowania Offizielle Top 100 w Niemczech, rozchodząc się w pierwszym tygodniu w liczbie 160 000 egzemplarzy. Na szczycie notowania pozostał przez trzy tygodnie. W Polsce album dotarł do trzeciego miejsca notowania OLiS oraz uzyskał status platynowej płyty.

## Lista utworów
| Nr  | Tytuł utworu        | Długość |
| --- | ------------------- | ------- |
| 1.  | „Armee der Tristen” | 3:25    |
| 2.  | „Zeit”              | 5:21    |
| 3.  | „Schwarz”           | 4:18    |
| 4.  | „Giftig”            | 3:08    |
| 5.  | „Zick Zack”         | 4:04    |
| 6.  | „OK” (Ohne Kondom)  | 4:03    |
| 7.  | „Meine Tränen”      | 3:57    |
| 8.  | „Angst”             | 3:44    |
| 9.  | „Dicke Titten”      | 3:38    |
| 10. | „Lügen”             | 3:49    |
| 11. | „Adieu”             | 4:39    |
|     |                     | 44:06   |

## Notowania i certyfikaty
| Lista przebojów (2019)              | Najwyższa pozycja |
| ----------------------------------- | ----------------- |
| Australia (ARIA Charts)             | 3                 |
| Austria (Ö3 Austria Top 40)         | 1                 |
| Belgia (Ultratop Flandria)          | 1                 |
| Belgia (Ultratop Walonia)           | 1                 |
| Czechy (ČNS IFPI)                   | 2                 |
| Dania (Album Top-40)                | 1                 |
| Finlandia (Suomen virallinen lista) | 1                 |
| Francja (SNEP)                      | 1                 |
| Hiszpania (PROMUSICAE)              | 4                 |
| Holandia (MegaCharts)               | 1                 |
| Irlandia (IRMA)                     | 20                |
| Islandia (Plötutíðindi)             | 5                 |
| Japonia (Oricon)                    | 75                |
| Kanada (Billboard Canadian Albums)  | 7                 |
| Litwa (Albumų Top 100)              | 10                |
| Niemcy (Media Control Charts)       | 1                 |
| Norwegia (VG-Lista)                 | 1                 |
| Nowa Zelandia (Recorded Music NZ)   | 11                |
| Polska (OLiS)                       | 3                 |
| Portugalia (AFP)                    | 3                 |
| Stany Zjednoczone (Billboard 200)   | 15                |
| Szwajcaria (Alben Top 100)          | 1                 |
| Szwecja (Sverigetopplistan)         | 1                 |
| Węgry (MAHASZ)                      | 2                 |
| Wielka Brytania (OCC)               | 3                 |
| Włochy (FIMI)                       | 12                |

| Kraj                      | Certyfikat      | Sprzedaż |
| ------------------------- | --------------- | -------- |
| Niemcy (SNEP)             | 3x złota płyta  | 340 000+ |
| Austria (IFPI Austria)    | platynowa płyta | 15 000+  |
| Szwajcaria (IFPI Schweiz) | platynowa płyta | 20 000+  |
| Polska (ZPAV)             | platynowa płyta | 20 000+  |
| Belgia (BEA)              | złota płyta     | 10 000+  |
| Francja (SNEP)            | złota płyta     | 50 000+  |